# Groene zeedonderpad
De groene zeedonderpad (Taurulus bubalis) is een soort zeedonderpad uit het monotypische geslacht Taurulus. Het is een bodembewonende vis die in zout water leeft. Hij is kleiner dan de gewone zeedonderpad (Myoxocephalus scorpius).

## Kenmerken
Hij heeft een lengte van gemiddeld 12 cm, maximaal 17,5 cm.  Afgezien van het verschil in grootte is er ook een verschil in kleur zoals de naam doet vermoeden. Hij ziet niet per se groen, maar hij kan ook bruinachtig van kleur zijn. Een goed determinatiemiddel is de stekel onderaan de mondhoeken, die de gewone zeedonderpad niet heeft.

## Verspreiding en leefgebied
Beide soorten zeedonderpadden komen voor aan de kusten van de Lage Landen zoals is het estuarium van de Schelde tot op een diepte van 30 m maar ook in ondiep water bij pieren en dijken.  Het determineren van de groene en de gewone zeedonderpad door duikers op de plaats van waarneming is niet eenvoudig. Uit onderzoek blijkt dat de gewone zeedonderpad iets algemener is dan de groene zeedonderpad.